# جورج گریم
یوهان جورج گریم (Johann Georg Grimm) (۱۸۴۶_۱۸۸۷ میلادی) نقاش، طراح دیزاین و طراح دکور آلمانی بود که بیشتر به خاطر آثاری که در طول اقامت طولانی در امپراتوری برزیل تولید کرد، شهرت داشت.